# Erasto Freitas
Erasto Francisco de Freitas, mais conhecido como Erasto Freitas (Jundiaí, 27 de dezembro de 1972), é um jogador de futebol de salão brasileiro, que atua como goleiro. Atualmente joga pela equipe do  Colorado FS  da cidade de Jundiaí em São Paulo.

## Biografia

### Carreira
Com a experiência de duas disputas em torneios internacionais nos Estados Unidos com a Seleção Brasileira em 2011, dois sul-americanos de clubes pela equipe do Colorado FS, em 2012 e 2013, e a participação nos Jogos Mundiais de Cali, na Colômbia em 2013; divide sua ocupação de atleta com a de professor de Educação Física, ensinando crianças e adolescentes a nobre arte da bola nos pés.
Em 2014, foi convidado a proferir palestras e transmitir conhecimentos teóricos e práticos em seminário internacional de futebol nas instalações da Universidade Técnica de Ambato, no Equador.

### Seleção Brasileira
Em 2011 foi convocado pela primeira vez para a Seleção Brasileira de Futebol de Salão (CNFS) para a disputa de dois torneios nos Estados Unidos,  sagrando-se vice-campeão.
Em 2013, convocado novamente pelo técnico Daniel Castilho, conquistou o título mais importante de sua carreira, a medalha de bronze nos Jogos Mundiais, na cidade de  Guadalajara de Buga na Colômbia,

## Conquistas

### Títulos

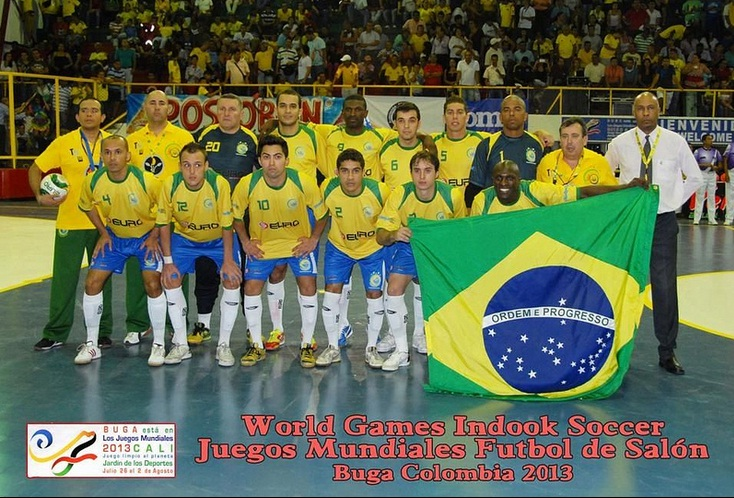
Seleção Brasileira de Futebol de Salão - Medalha de bronze nos Jogos Mundiais em 2013

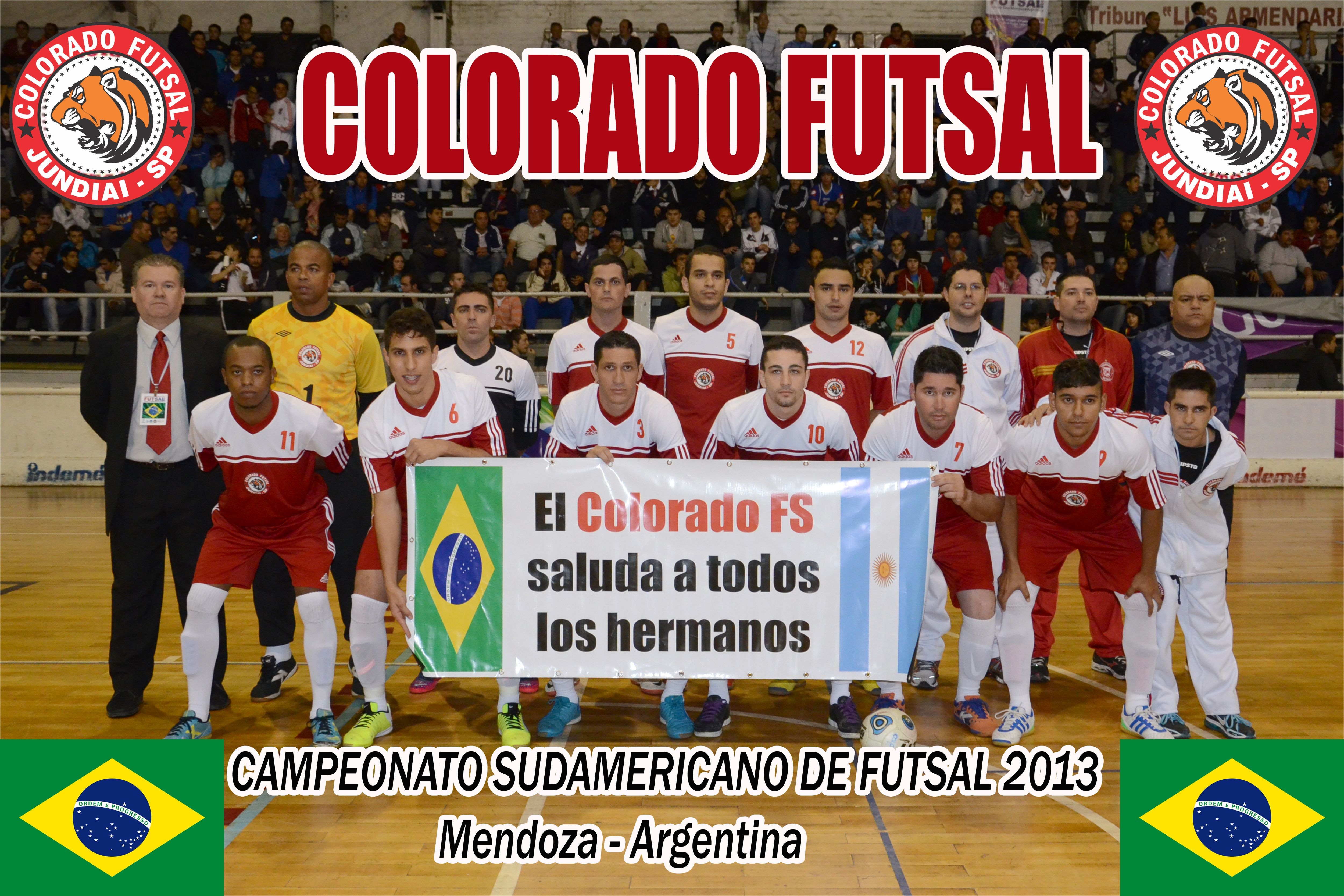
Erasto defendendo o gol do Colorado FS de Jundiaí, no Campeonato Sul-Americano de Futebol de Salão na Argentina em 2013.

#### Clubes
Colorado FS
- Troféu João Ernesto Chiorlin (Jundiaí) - principal: 2013
- Copa Kaizen de Futebol de Salão - principal: 2013

Campanha de destaque
- vice-campeão - Copa Kaizen de Futebol de Salão - principal -  Colorado FS : 2012[7]

#### Seleção Brasileira
- IX Jogos Mundiais/The World Games : 2013.   - Medalha de bronze

Campanha de destaque
- Vice-campeã do I Torneio Internacional Profissional de Futebol de Salão (AMF): 2011